# 차긍호
차긍호(車兢鎬, 1954년 4월 9일 ~ 2014년 6월 30일)은 대한민국의 정치인이다. 제7·8대 수원시의원을 지냈다.
임기 시작 하루 전에 교통사고로 사망하면서 한 달 만인 2014년 상반기 재보궐선거에서 재선거를 치렀다.

## 학력
- 경기대학교 행정대학원 도시 및 지방자치행정학과 석사 졸업

## 경력
- 경기교대 추진위원회 분과위원장
- 수원비행장 소음피해대책 초대 위원장
- 고색중학교 운영위원장
- 장애인복지회 운영위원
- 수원시 축구연합회 운영위원
- 2002.07 ~ 2006.06 제7대 경기도 수원시의회 의원
- 2004.07 ~ 2006.06 제7대 경기도 수원시의회 재경보사위원회 위원
- 제7대 경기도 수원시의회 음식물쓰레기 악취방지 대책위원장
- 2006.07 ~ 2007.06 제8대 경기도 수원시의회 의원
- 2006.07 ~ 2008.06 제8대 경기도 수원시의회 도시건설위원회 위원

## 역대 선거 결과
|  | 47.81% |

|  | 0% |

|  | 26.02% |

|  | 34.24% |